# Zapotovité
Zapotovité (Sapotaceae) je čeleď vyšších dvouděložných rostlin z řádu vřesovcotvaré (Ericales). Jsou to charakteristické stromy nížinných tropických deštných pralesů celého světa, význačné dužnatými plody, bílým mléčným latexem a střídavými spirálně uspořádanými listy, často nahloučenými na koncích větví. Mnohé druhy poskytují jedlé ovoce.

## Popis
Zapotovité jsou stálezelené nebo výjimečně opadavé stromy, řidčeji keře (zvl. rod Sideroxylon), se střídavými spirálně uspořádanými listy, často nahloučenými na koncích větví. Borka je obvykle buď žlábkatá nebo šupinatě odlupčivá, zřídka hladká. Ve větvích, listech i plodech je zpravidla přítomen bílý lepivý latex. Kmeny mají často kořenové náběhy. Některé druhy rodu darmota (Sideroxylon) mají trny. Listy jsou jednoduché, celokrajné a většinou bez palistů, se zpeřenou žilnatinou. Asijský rod Sarcosperma má pro čeleď naprosto netypické vstřícné až přeslenité listy. Odění je z větvených chlupů tvaru T, často s jedním ramenem redukovaným.
Květenství jsou úžlabní svazečky, často vyrůstají na tlustších větévkách nebo i kmenech, někdy redukovaná na jediný květ. Květy jsou pravidelné, jedno nebo oboupohlavné, drobné (obvykle do 10 mm). Kališní lístky jsou obvykle volné nebo jen na bázi srostlé, nejčastěji v počtu 5, řidčeji 6 až 12. Koruna je srostlá, složená ze 4 až 9 plátků. Tyčinek je obvykle 4 až 6 (12), jsou přirostlé v korunní trubce nebo na bázi korunních cípů, občas jsou přítomna i drobná staminodia. Semeník je svrchní, srostlý z 1 až 6 (nebo až 15) plodolistů a se stejným počtem komůrek. V každém plodolistu je 1, řidčeji 2 vajíčka. Plodem je bobule, výjimečně (Pradosia) peckovice. Plody jsou dužnaté až kožovité, 1 až 12 cm velké, s 1 nebo několika semeny.

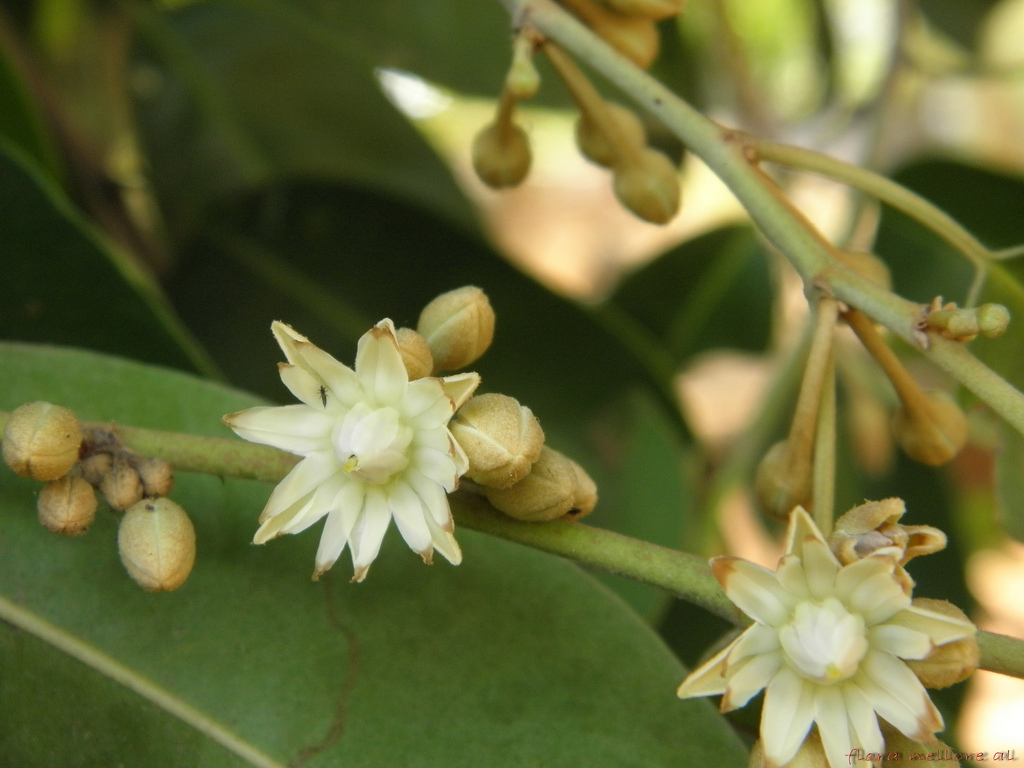
Květy opíhledu Mimusops elengi
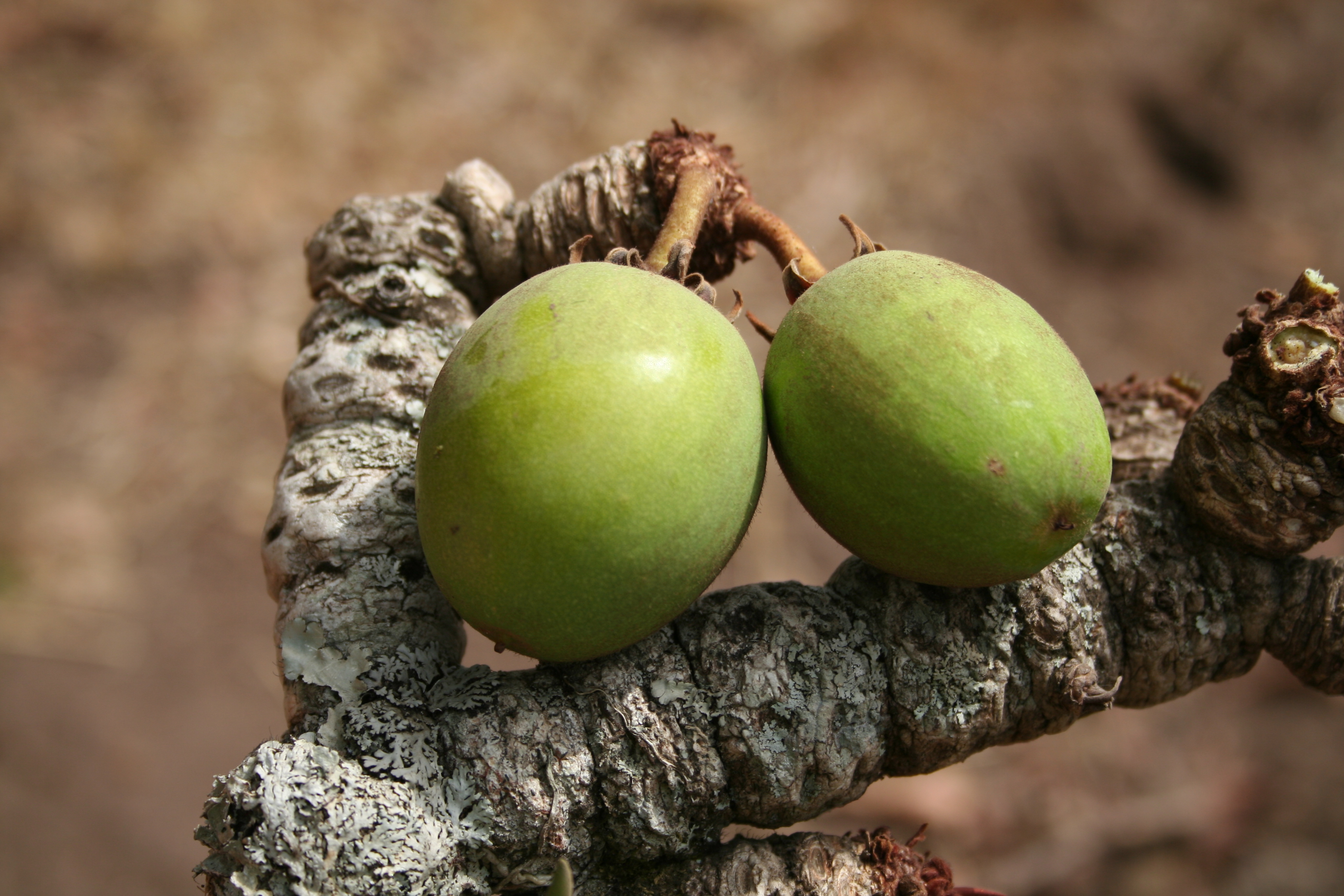
Plody vitelárie Vitellaria paradoxa
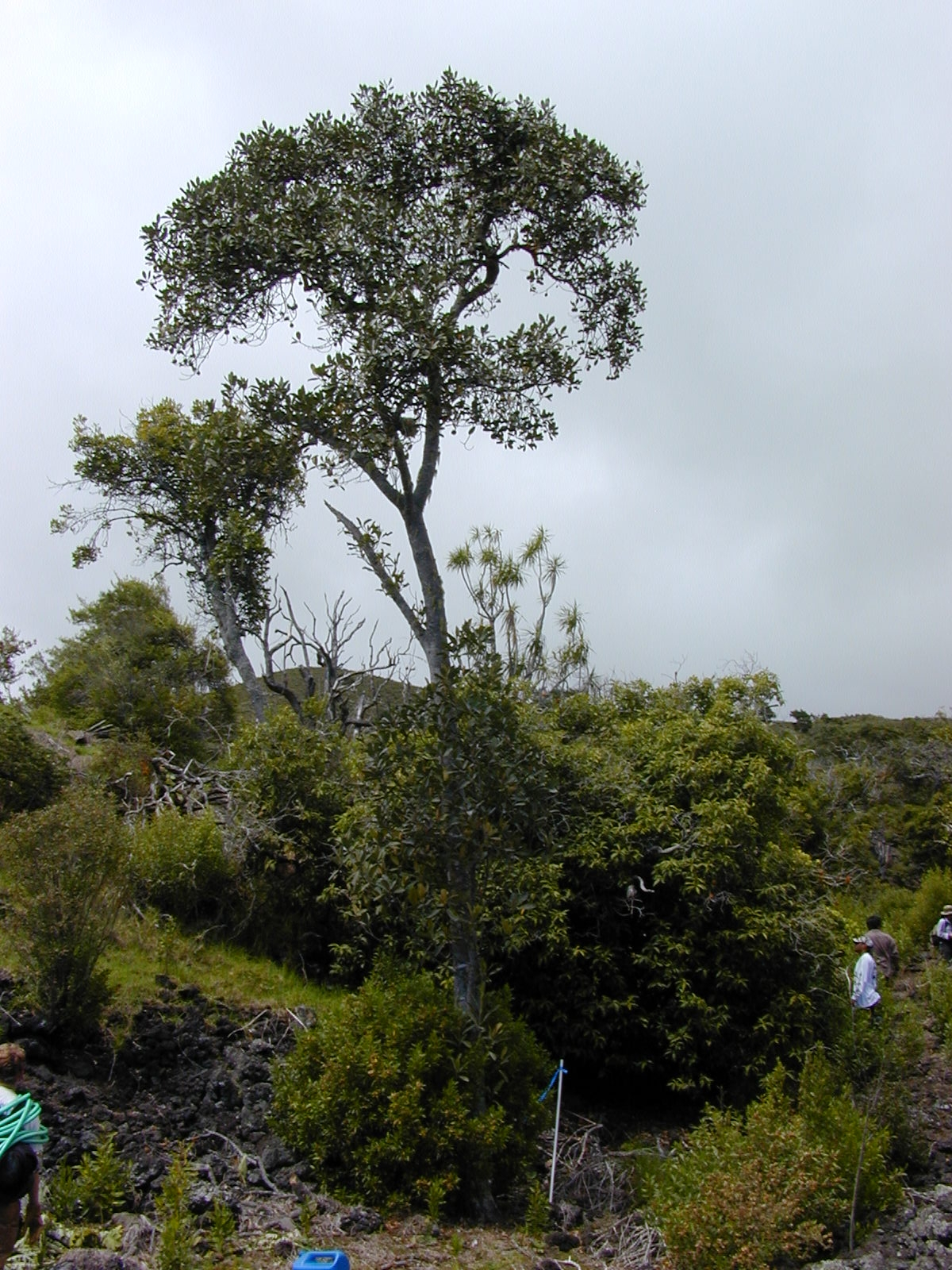
Pouterie Pouteria sandwicensis
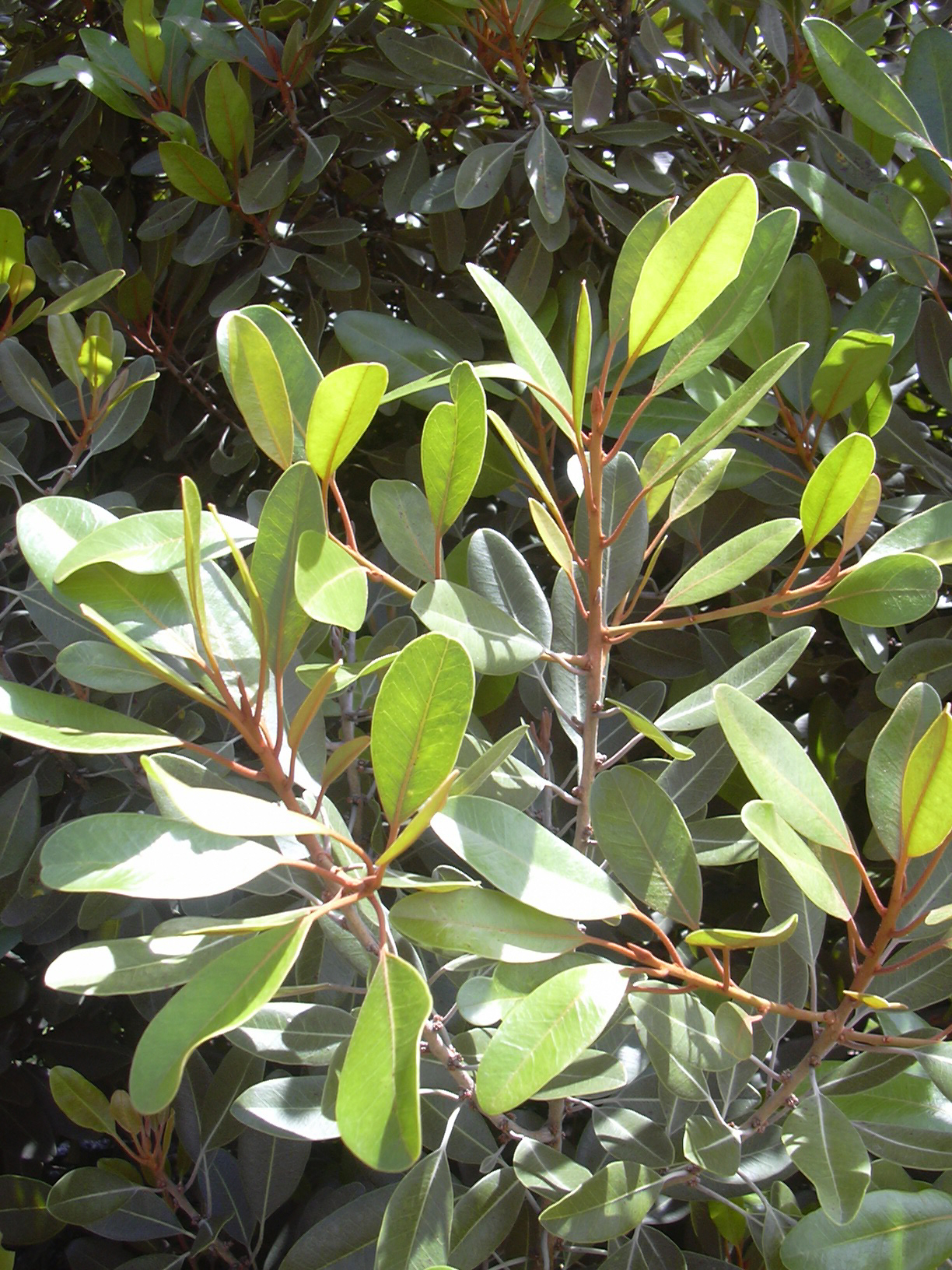
Větévka Nesoluma polynesicum

## Rozšíření
Čeleď zahrnuje asi 1100 druhů v 53 rodech. Je pantropicky rozšířena s nehojnými přesahy do teplých oblastí mírného pásu. Většina druhů roste na nezaplavovaných půdách a nenarušených stanovištích v nížinných deštných pralesích do 1000 metrů n.m. V Amazonii jsou jednou z důležitých složek deštného pralesa, běžné jsou ale i v afrických a asijských deštných lesích. Největší rody jsou pouterie (Pouteria, 325 druhů), perčovník (Palaquium, 110), Planchonella a Madhuca (po 100), darmota (Sideroxylon, 75) a zlatolist (Chrysophyllum, 70 druhů).

## Ekologické interakce
O opylování zapotovitých není mnoho známo. Některé druhy rodu Manilkara mají bledé květy otevírající se na noc a jsou opylovány netopýry, kteří zřejmě ožírají sladce chutnající dužnaté koruny z květů v hustých květenstvích.
Menší plody jsou šířeny ptáky, semena z větších plodů jsou většinou šířena savci. V Amazonii tvoří plody zapotovitých jednu z hlavních složek potravy opic. Semena buď procházejí zažívacím traktem, nebo jsou zahozena po zkonzumování dužniny. Semena z plodů s měkkou dužninou (např. zapota obecná) šíří také netopýři. Semena některých druhů rostoucích na trvale zaplavených půdách jsou šířena rybami pojídajícími plody.

## Zajímavosti
V jihovýchodní Brazílii v travnatých oblastech zvaných cerrado se vyskytují dva druhy z této čeledi, Pradosia brevipes a Pouteria subcaerulea, adaptované na místní periodické požáry. Tyto stromy mají hlavní větvení kmene pod zemí a nad povrch vyčnívají jen konce jejich větví. Srdce kmene je tak chráněno před ohněm.
Jedna zajímavá studie z Amazonského pralesa přibližuje na příkladu této čeledi obrovskou diverzitu tropických lesů a zároveň jejich mozaikovou strukturu a rozptýlenost jedinců téhož druhu. Poblíž brazilského Manaus byla vytyčena parcela o výměře 25 ha, na této ploše bylo nalezeno celkem 70 druhů z čeledi zapotovité. Z nich bylo 87 procent zastoupeno jen 2 a méně jedinci na 1 hektar.

## Taxonomie
Zapotovité jsou dobře vyhraněnou čeledí bez větších přesunů rodů při aktualizacích taxonomického systému.
Cronquist i Dahlgren ji řadili do řádu Ebenales, Tachtadžjan do samostatného řádu Sapotales v rámci nadřádu Primulanae podtřídy Dilleniidae.
Zapotovité podle molekulárních studií tvoří monofyletickou skupinu s čeleděmi ebenovité (Ebenaceae) a prvosenkovité (Primulaceae).
V dnešní taxonomii jsou členěny na 3 podčeledi:
- Sarcospermatoideae – jediný rod, 6 druhů, vstřícné listy, výskyt v jv. Asii
- Sapotoideae – asi 540 druhů ve 27 rodech, pantropické
- Chrysophylloideae – asi 550 druhů ve 25 rodech, pantropické[3]

## Zástupci
- argánie (Argania)
- diploknema (Diploknema)
- eklinusa (Ecclinusa)
- isonandra (Isonandra)
- madhuka (Madhuca)
- manilkara (Manilkara)
- opíhled (Mimusops)
- payena (Payena)
- perčovník (Palaquium)
- pouterie (Pouteria)
- synsepalum (Synsepalum)
- vitelárie (Vitellaria)
- zlatolist (Chrysophyllum)
- darmota (Sideroxylon), syn. železovec.[4]

## Význam
Zapotovité jsou ekonomicky důležité především dřevem, jedlými plody, olejem ze semen a latexem. Jako zdroj kvalitního dřeva je těženo mnoho druhů. V tropické Americe jsou to např. druhy rodu Manilkara, poskytující stavební dřevo odolné proti hmyzu i napadení houbami.
Mnohé druhy zapotovitých poskytují ovoce, z významnějších je to zapota obecná, Pouteria sapota, P. campechiana, P. mammosa a Chrysophyllum cainito. Plody Synsepalum dulcifidum ovlivňují chuťové buňky, po požití i jen části plodu chutná vše ostatní nasládle. Lokální význam mají plody mnohých dalších druhů. V jižní Africe je to Bequaertiodendron megalismontanum, v rovníkové Africe Mimusops djave, v tropické Americe Sideroxylon obtusifolium, S. sartorum, Colocarpum mammosum, C. viride, Ecclinusa cuneifolium, E. prieurii, Richardella macrophylla, R. nervosa a četné druhy rodů Manilkara a Pouteria, v Asii Manilkara hexandra, M. kauki a Mimusops elengi V Indii a jv. Asii je pěstován druh Madhuca indica, jehož květy se jedí sušené či čerstvé nebo se z nich vyrábí alkoholický nápoj. Jedlé jsou i plody severoamerických zástupců rodu darmota (Sideroxylon).
Latex z asijských stromů rodů perčovník (Palaquium) a Payena je zdrojem gumovité hmoty zvané gutaperča. Nejdůležitějším druhem je perčovník pravý (Palaquium gutta). Ze zapoty obecné se dříve získával základ pro žvýkací gumu. Manilkara bidentata a některé další jihoamerické druhy poskytují látku zvanou 'balata', podobnou gutaperče. Žvýkací guma zvaná 'coquirana' je získávána z rozšířeného amazonského stromu Ecclinusa balata. Latex se ze stromů těží systémem zářezů v kůře.
Některé druhy jsou pěstovány v tropech jako okrasné stromy, zejména Chrysophyllum oliviforme a Mimusops elengi.

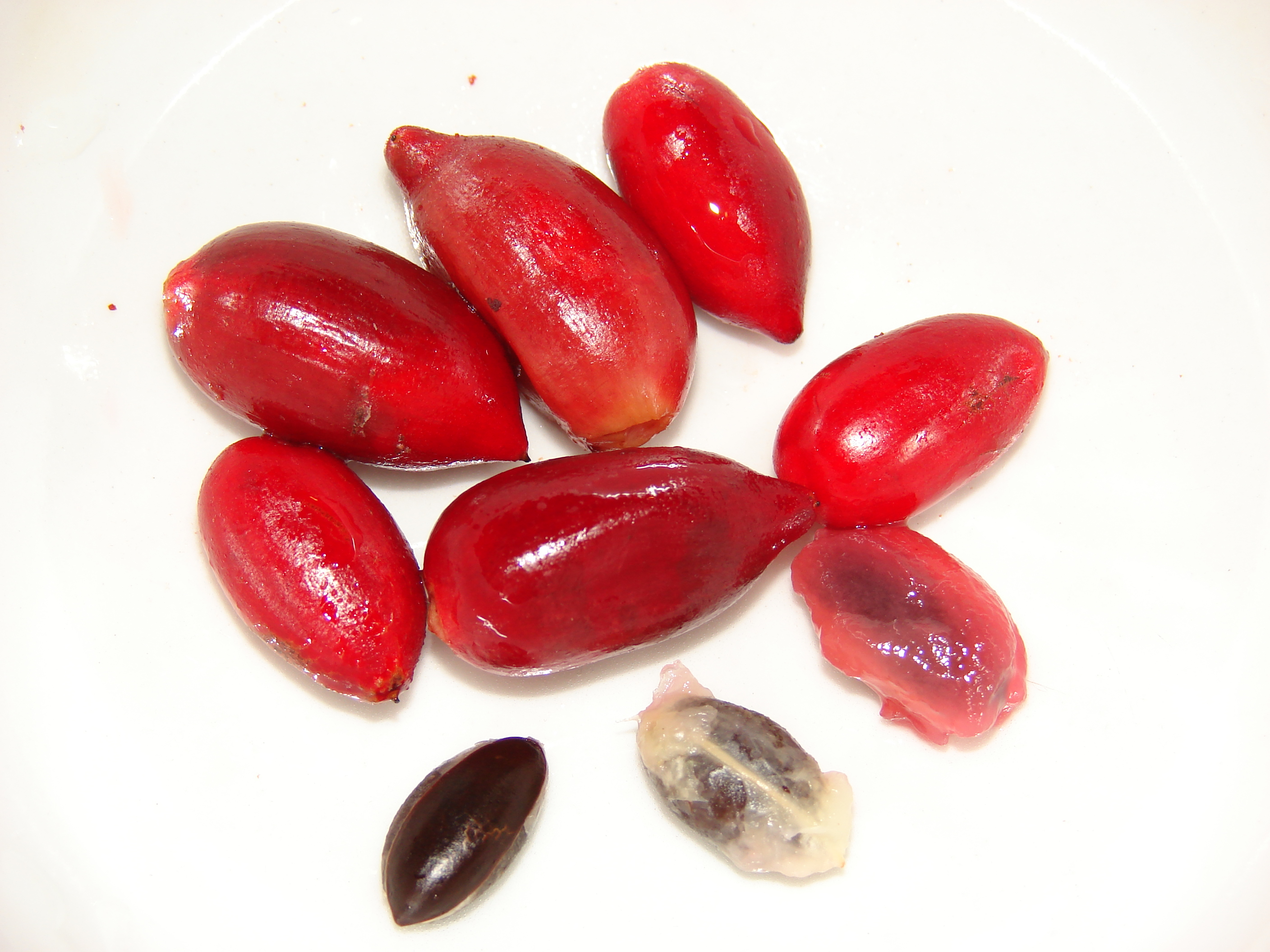
Plody Synsepalum dulcificum
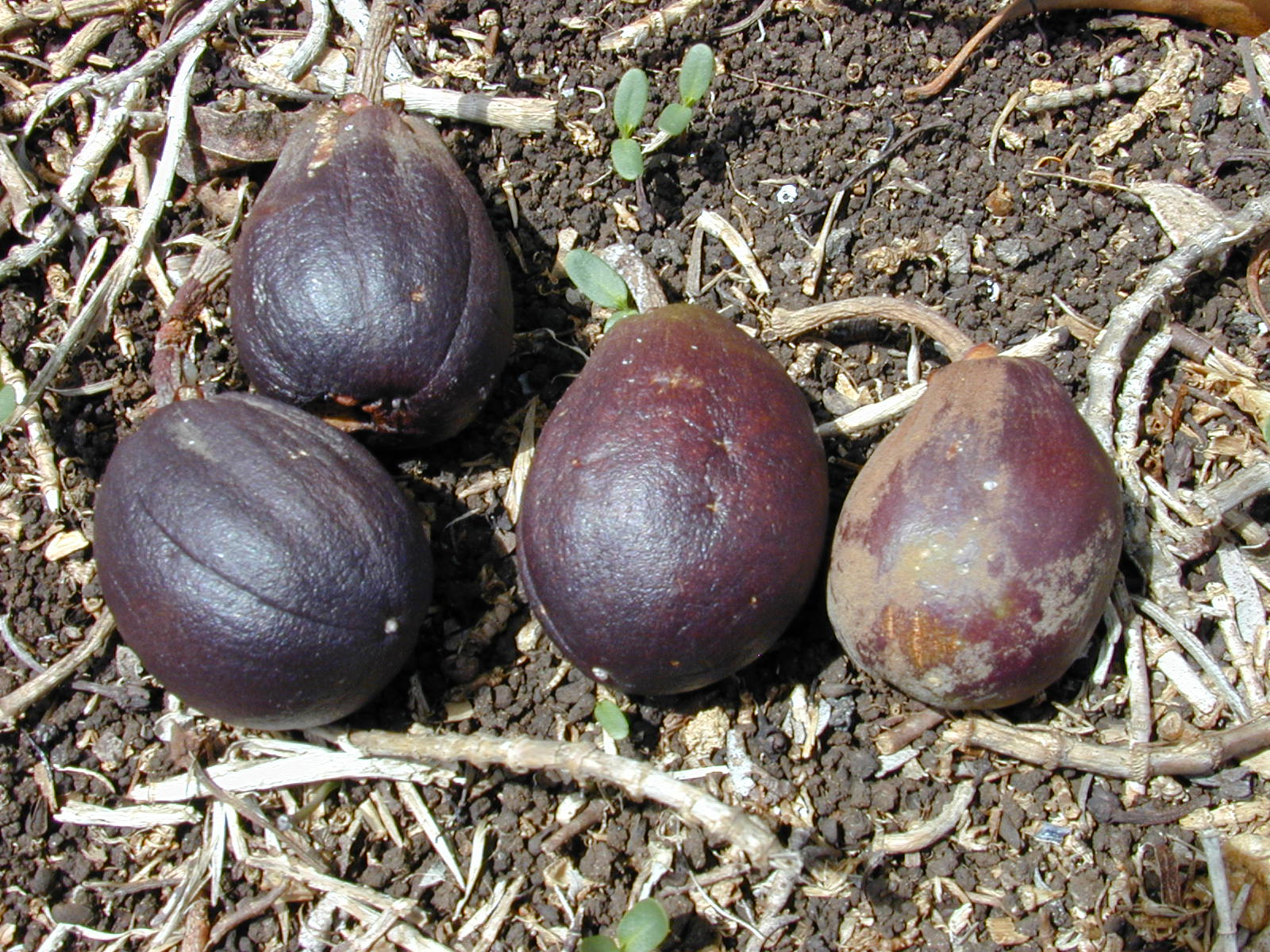
Plody Pouteria sandwicensis
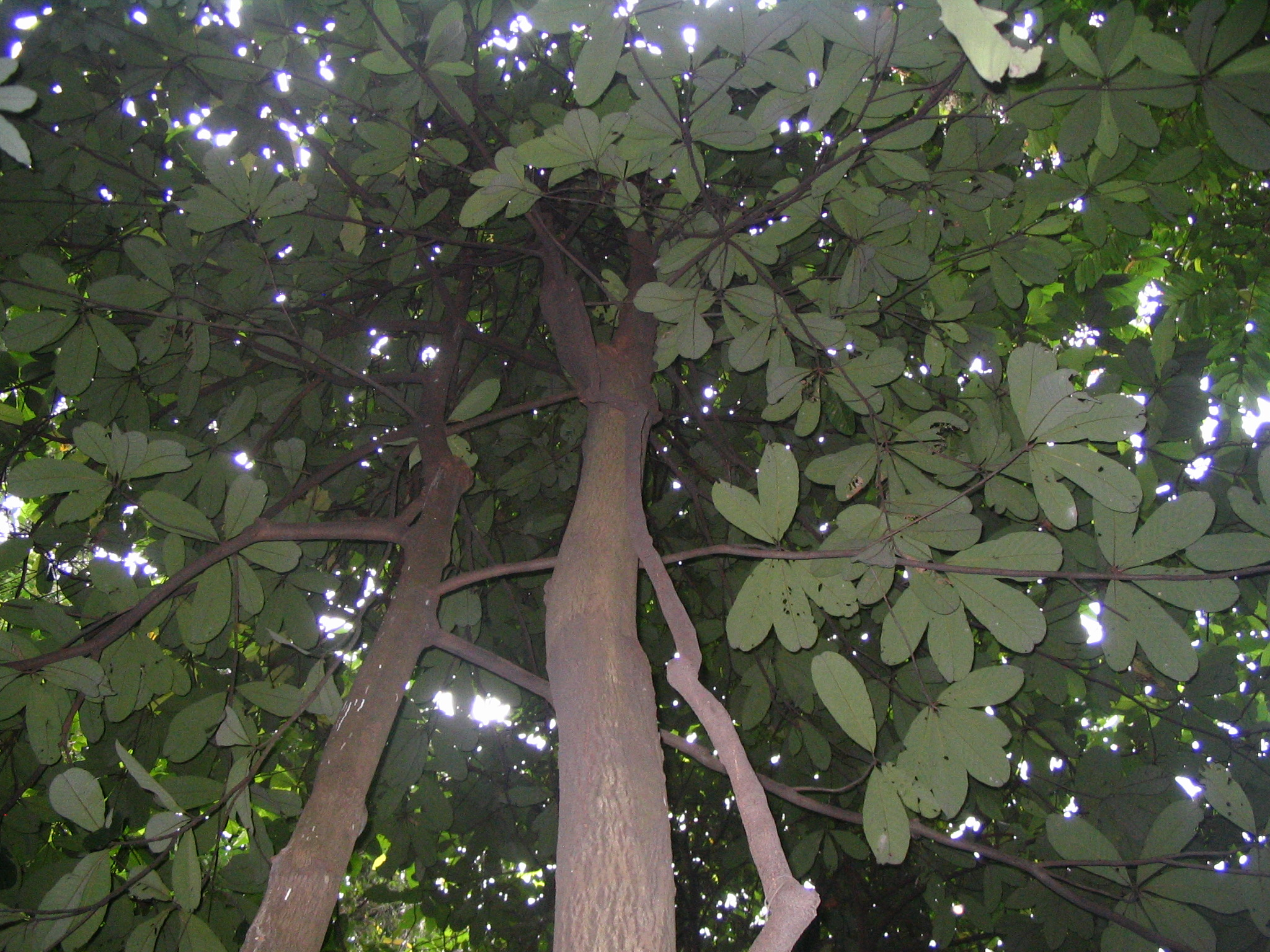
Perčovník Palaquium maingayi
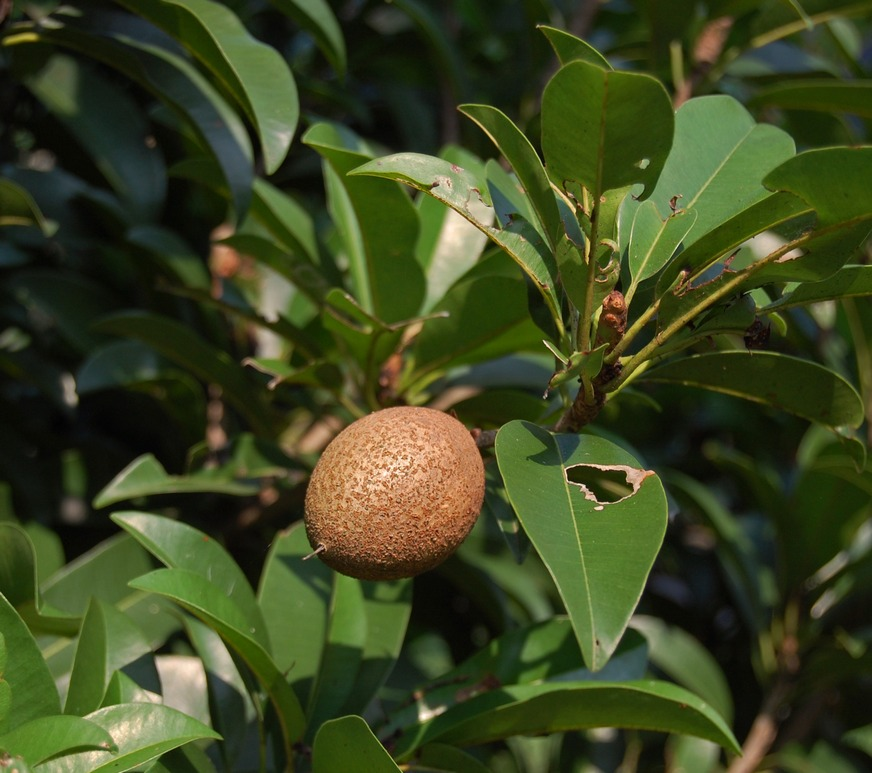
Plodící zapota obecná
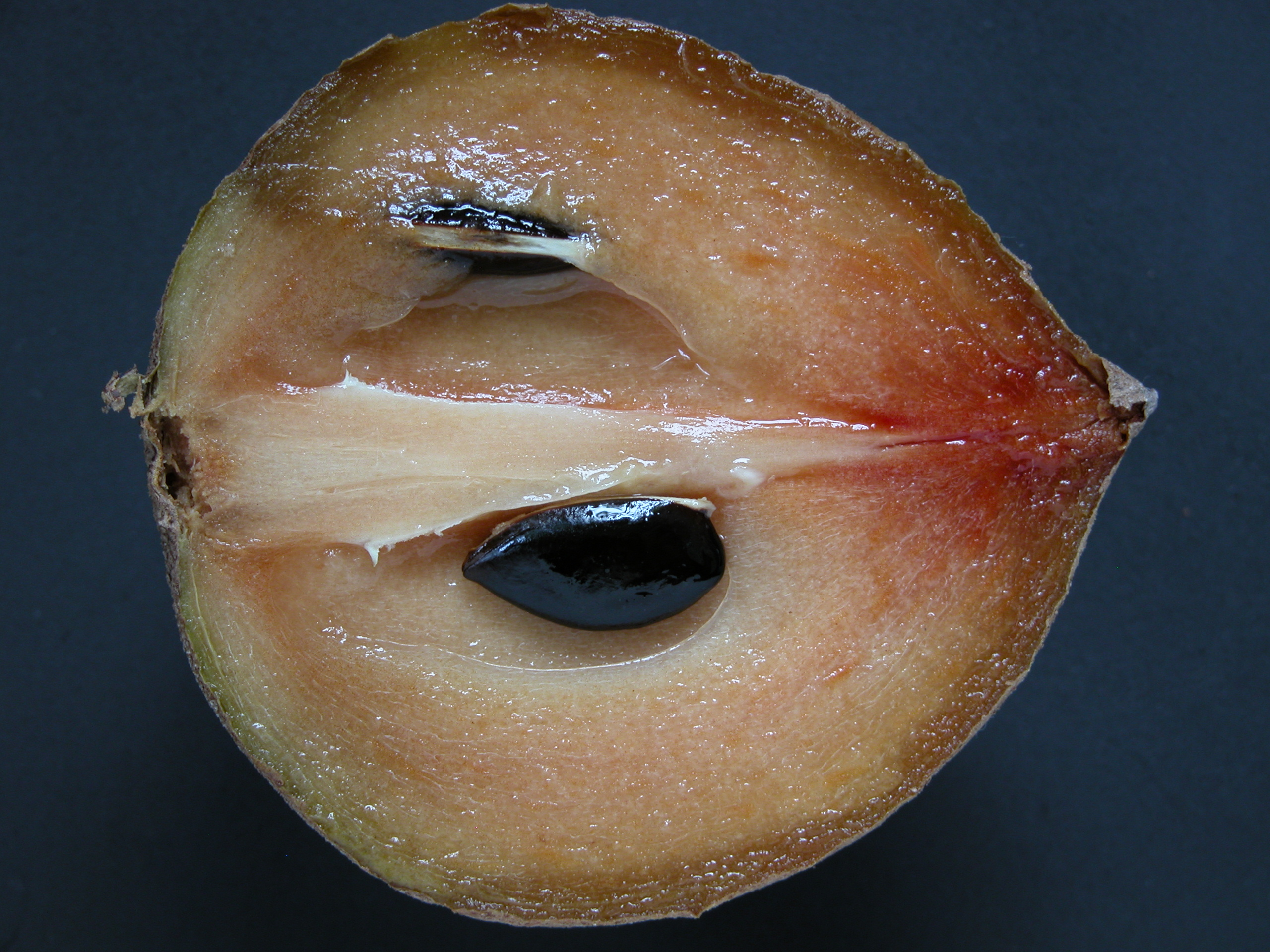
Řez plodem zapoty obecné

## Přehled rodů
Argania, Aubregrinia, Aulandra, Autranella, Baillonella, Breviea, Burckella, Capurodendron, Chromolucuma, Chrysophyllum, Delpydora, Diploknema, Diploon, Eberhardtia, Ecclinusa, Elaeoluma, Englerophytum, Faucherea, Gluema, Inhambanella, Isonandra, Labourdonnaisia, Labramia, Lecomtedoxa, Leptostylis, Letestua, Madhuca, Magodendron, Manilkara, Micropholis, Mimusops, Neohemsleya, Neolemonniera, Nesoluma, Niemeyera, Northia, Omphalocarpum, Palaquium, Payena, Pichonia, Pouteria, Pradosia, Pycnandra, Sarcaulus, Sarcosperma, Sideroxylon, Synsepalum, Tieghemella, Tridesmostemon, Tsebona, Vitellaria, Vitellariopsis, Xantolis.